# Right Here Waiting
«Right Here Waiting» («Буду ждать тебя здесь») — музыкальная баллада американского исполнителя Ричарда Маркса из его второго альбома Repeat Offender. Композиция занимала первое место в Billboard Hot 100 и второе место в UK Singles Chart.

## Написание песни
«Right Here Waiting» был вторым синглом из альбома Repeat Offender после «Satisfied». Ричард Маркс написал эту песню как любовное послание его жене Синтии Родес, которая была в ЮАР на съемках фильма. Эта песня стала самой узнаваемой песней Ричарда Маркса.

## Чартовые успехи
«Right Here Waiting» стартовал с 44-й позиции в Billboard Hot 100 8 июля 1989 года, но уже 12 августа стала первой. На третью неделю пребывания песни на первом месте, 21 августа, «Right Here Waiting» получила золотой статус. Песня находилась на первом месте 3 недели, после чего 2 сентября первой стала композиция «Cold Hearted» Полы Абдул. «Right Here Waiting» стала первой песней Ричарда Маркса, которая возглавила Hot Adult Contemporary Tracks Chart. 16 октября 1989 года песня получила платиновый статус. «Right Here Waiting» стал самым продаваемым синглом Ричарда Маркса. В Великобритании выпущена в сентябре 1989 года и забралась на 2-е место.

## Клипы
Три музыкальных видеоклипа были сняты для песни, хотя два считались «чересчур сексуальными», и были запрещены прежде, чем выпустили «Right Here Waiting». Включенной в первое запрещенное видео, была 42-секундная «ненавязчивая» сексуальная сцена, вовлекая Маркса в любовное увлечение, к которому относится эта песня.
После критики музыкальные продюсеры Маркса отказали в любом творческом проекте ему и приказали, чтобы Маркс снял трехминутную последовательность того, как он играл на фортепиано, и эта игра и стала итоговым клипом для «Right Here Waiting».

## Формат выпуска
| 7" пластинка 1. «Right Here Waiting» — 4:23 2. «Wait for the Sunrise» — 4:13 3" пластинка 1. «Right Here Waiting» — 4:23 2. «Wait for the Sunrise» — 4:13 3. «Hold on to the Nights» — 4:48 | CD-сингл 1. «Right Here Waiting» 2. «Hold on to the Nights» (концертная версия) 3. «That Was Lulu» (концертная версия) 4. «Wild Life» Кассета 1. «Right Here Waiting» — 4:23 2. «Wait for the Sunrise» — 4:13 3. «Right Here Waiting» — 4:23 4. «Wait for the Sunrise» — 4:13 |

## Чарты

### Высшие позиции
| Чарт (1989)                                  | Высшая позиция |
| -------------------------------------------- | -------------- |
| Australian ARIA Singles Chart                | 1              |
| Austrian Singles Chart                       | 19             |
| Canadian Singles Chart                       | 1              |
| Dutch Mega Top 100                           | 4              |
| German Singles Chart                         | 12             |
| Irish Singles Chart                          | 1              |
| New Zealand RIANZ Singles Chart              | 1              |
| Norwegian Singles Chart                      | 4              |
| Swedish Singles Chart                        | 7              |
| Swiss Singles Chart                          | 6              |
| UK Singles Chart                             | 2              |
| U.S. Billboard Hot 100                       | 1              |
| U.S. Billboard Hot Adult Contemporary Tracks | 1              |
| Чарт (1990)                                  | Высшая позиция |
| French SNEP Singles Chart                    | 19             |